# Nahida Nakad
Nahida Nakad (ناهدة نكد ()), née le 15 mars 1960 à Beyrouth, est une reporter et journaliste de télévision libanaise et italienne, spécialiste du monde arabe. Elle est devenue consultante en relations internationales.

## Biographie
Elle rejoint son père à Rome en 1975, lorsque la guerre éclate à Beyrouth. Elle est titulaire d’une licence en journalisme et sciences politiques du Collège Saint Mary de Californie, et de l'université américaine de Beyrouth.
De 1982 à 1985, elle est journaliste et reporter pour le magazine Al Hawadeth à Londres. De 1987 à 1991, elle est réalisatrice et journaliste au bureau de TF1 à Rome. Elle devient ensuite journaliste au service extérieur de TF1 à Paris, puis grand reporter pour TF1 de 1994 à 2008, pour laquelle elle couvre les principaux conflits du Moyen-Orient, des Balkans et d’Afrique.
Elle intègre France24 et la radio arabophone Monte Carlo Doualiya comme responsable du service arabe en 2008, avant de devenir directrice éditoriale de la chaîne en février 2012.

## Récompenses et distinctions
- Prix de la femme arabe de l'année par les Takreem Arab Achievement Awards en 2010[4], pour sa participation au rayonnement de la culture arabe[5].
- Trophée du public de Femmes en Or 2014[6].

## Publications
- Jean-Pierre About et Nahida Nakad, Un couple dans la guerre, Calmann-Lévy, 2004 (ISBN 978-2-7021-3466-5)
- Nahida Nakad, À la recherche du Liban perdu, Calmann-Lévy, 2008 (ISBN 978-2-7021-3906-6)[7]
- Nahida Nakad, Derrière le voile, Don Quichotte, 2013 (ISBN 978-2-35949-141-8)[8],[9],[10],[11]

## Vie privée
Elle parle couramment l'arabe, le français, l'anglais et l'italien. Elle se marie en 1992 avec Jean-Pierre About, lui-même journaliste à TF1.